# اردک ماکوآ
اردک ماکوآ (نام علمی: Oxyura maccoa) نام یک گونه از سرده اردک افراشته‌دم است.